# Manuela Lutze
Manuela Lutze, nemška veslačica, * 20. marec 1974, Blankenburg am Harz.
Lutzejeva je za Nemčijo nastopila na Poletnih olimpijskih igrah 1996, 2000, 2004 in 2008.
Na igrah v Sydneyju in v Atenah je v dvojnem četvercu osvojila zlato medaljo, na igrah v Pekingu pa je čoln osvojil bronasto medaljo.